# 白石桥南站
白石桥南站是一个位于中国北京市海淀区甘家口街道车公庄西路、首都体育馆南路交叉口，属于北京地铁6号线，9号线和房山线跨线列车的地铁换乘站，工程同期实施，于2012年12月30日投入运营。白石桥南站因地处白石桥新桥的南面而得名。与慈寿寺站一样，是北京地铁啟用后即為換乘站的車站之一。

## 位置
白石桥南站位于首都体育馆南路（南北向）和车公庄西路（东西向）交叉路口。白石桥南站所在地地下管线较多，为了方便施工，布置在管线较少的路口西北角。其中9号线/房山线车站在路口北侧沿首都体育馆南路西侧呈南北向布置，6号线车站在路口西侧沿车公庄西路北侧呈东西向布置，两线车站呈L形交叉。
本站在早期规划阶段曾称四道口站，此名称源于京门铁路自东向西的第四个铁路道口，但该道口已于1971年连同京门线西直门至五路段被拆除。需要注意的是，海淀区的北下关附近亦有京张铁路的四道口，13号线拆分工程亦有一站计划命名为四道口站（工程名“学院南路站”），同时海淀区六道口东南亦有一村落名为四道口村。

## 结构
两线车站均为地下岛式站台车站，9号线/房山线为地下二层三跨两柱箱型框架结构，6号线为地下三层三跨两柱箱形框架结构，9号线/房山线站台在上，6号线站台位于其下方，采用明挖施工。地下一层为站厅层，在两线交叉处设置“共享”站厅；地下二层为9号线/房山线部分站台层，6号线部分为设备层，设置变电站和风道；地下三层为6号线站台层。
从9号线和房山线换乘6号线的客流从9号线/房山线站台南侧的交叉处的扶梯下楼即到达6号线站台实现“站台对站台”换乘；6号线换乘9号线/房山线的客流需先上到站厅再下到9号线站台。车站楼梯和扶梯沿客流方向布置以缩短换乘距离。由于9号线与房山线跨线车共享同一线路，因此9号线换乘房山线可直接在同一站台进行换乘。
| 地面                    | 出入口                                                      | A-G出入口                                               |
| 地下一层 6、9号线站厅层 | 站厅                                                        | 客务中心、自动售票机、进出站闸机                        |
| 地下二层 9号线站台层    |                                                             | █ 9号线常规列车／ █ 房山线跨线车往国家图书馆 （終點站） |
| 地下二层 9号线站台层    | 岛式站台，左側開门                                          |                                                         |
| 地下二层 9号线站台层    | █ 9号线常规列车往郭公庄／ █ 房山线跨线车往阎村东 （白堆子） |                                                         |
| 地下三层 6号线站台层    |                                                             | █ 6号线往金安桥（花园桥）                               |
| 地下三层 6号线站台层    | 岛式站台，左側開门                                          |                                                         |
| 地下三层 6号线站台层    | █ 6号线往潞城（车公庄西）                                   |                                                         |

白石桥南站共有6个出入口通道，开放7个出入口。

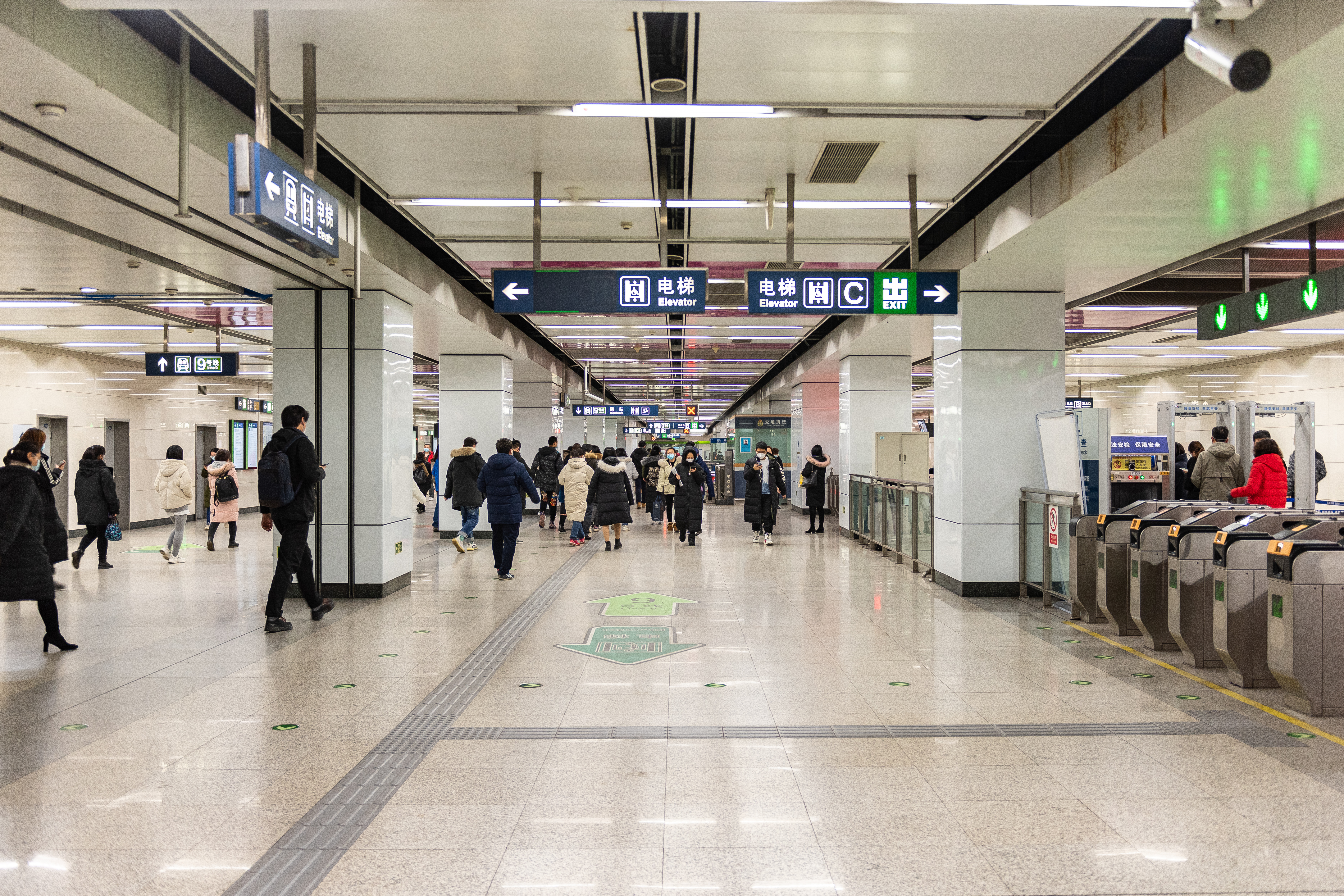
白石桥南站属于9号线/房山线部分站厅（2021年1月摄）
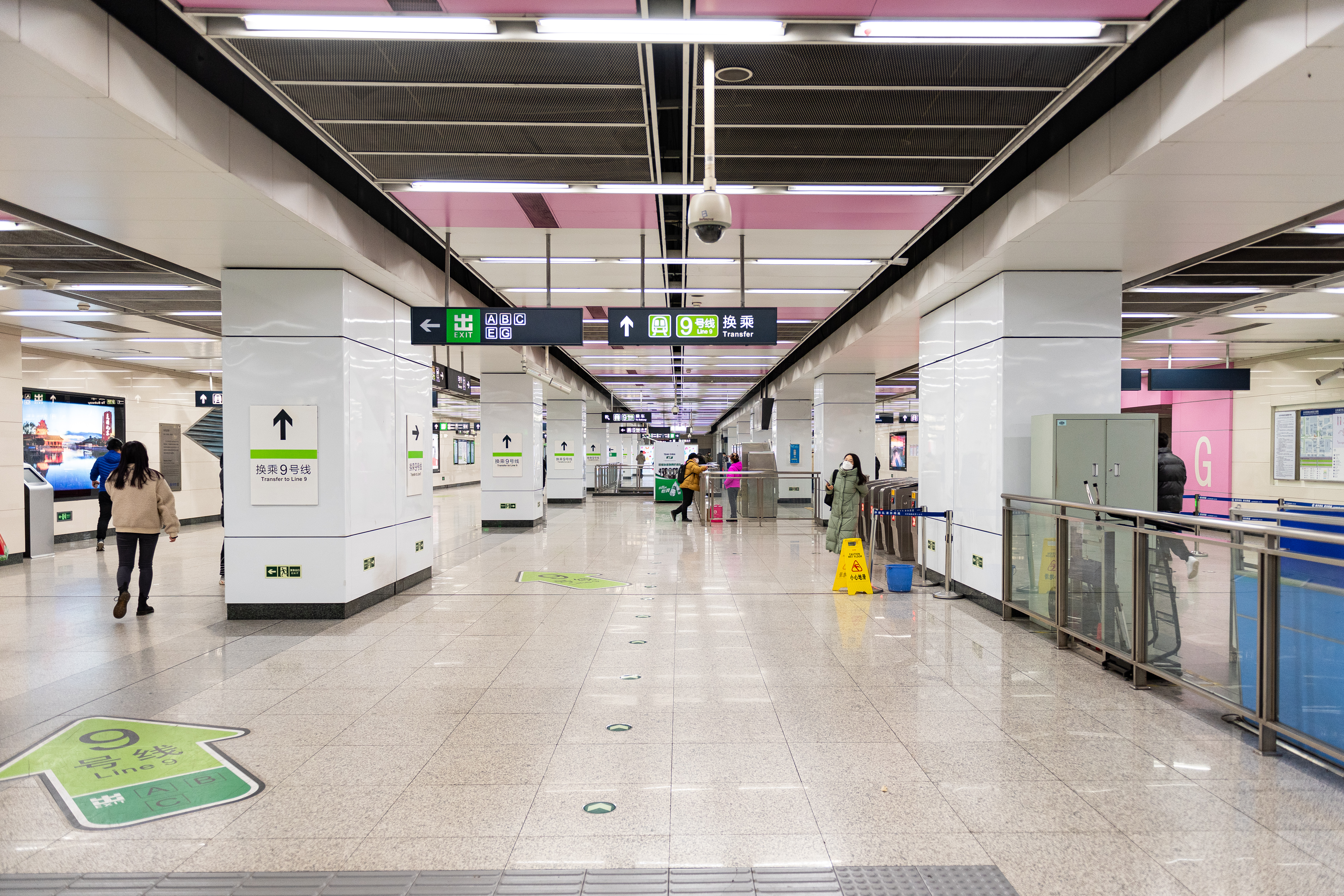
白石桥南站属于6号线部分站厅（2021年1月摄）

## 出入口
|                       |                        |                                                                                            |      |                |
|                       |                        |                                                                                            |      |                |
|                       |                        |                                                                                            |      |                |
| 编号                  | 指示                   | 建议前往的目的地                                                                           | 图片 | 无障碍设施图片 |
| 连通 9号线 房山线站厅 |                        |                                                                                            |      |                |
| 出口 · A              | 首都体育馆南路（西侧） | 中国建筑标准设计研究院、华电瑞通集团                                                       |      | 不適用         |
| 出口 · B              | 首都体育馆南路（东侧） | 机械科学研究总院、腾达大厦                                                                 |      | 不適用         |
| 出口 · C · 升降机标志 | 车公庄西路             | 中国城市规划设计研究院、北京新疆大厦、中国建筑工业出版社                                   |      |                |
| 连通 6号线站厅        |                        |                                                                                            |      |                |
| 出口 · E              | 车公庄西路（北侧）     | 紫竹院南路、华电瑞通集团、中国建筑标准设计研究院                                           |      | 不適用         |
| 出口 · G · 升降机标志 | 车公庄西路（南侧）     | 首都体育馆南路（西侧）、中国城市规划设计研究院、中国昆仑工程公司中纺院、中国建筑工业出版社 |      |                |
| 註： 設有             |                        |                                                                                            |      |                |